# Хорхе Ромо
Хорхе Ромо Фуентес (ісп. Jorge Romo Fuentes; 20 квітня 1923, Гавана — 17 червня 2014, Куернавака) — мексиканський футболіст, що грав на позиції захисника, зокрема, за клуби «Марте» та «Толука», а також національну збірну Мексики.
Чемпіон Мексики. Володар кубка і Суперкубка Мексики.

## Клубна кар'єра
У футболі дебютував 1941 року виступами за команду «Хувентуд».
1948 року перейшов до клубу «Астуріас», в якому провів два сезони. 
Своєю грою за цю команду привернув увагу представників тренерського штабу клубу «Марте», до складу якого приєднався 1950 року. Відіграв за команду з Куернаваки наступні чотири сезони своєї ігрової кар'єри і виграв чемпіонат і Суперкубок з цим клубом у сезоні 1953-1954.
Одразу після виграшу титулу «Марте» довелося розлучитися з низкою гравців через фінансові проблеми, а Ромо відправився до клубу «Толука», за який відіграв 7 сезонів. З цим клубом він виграв кубок Мексики в 1956 році. Завершив професійну кар'єру футболіста виступами за команду «Толука» у 1961 році.

## Виступи за збірну
11 вересня 1949 року дебютував в офіційних матчах у складі національної збірної Мексики в кваліфікації Кубка світу проти Куби (2-0). Протягом кар'єри у національній команді провів у її формі 13 матчів.
У складі збірної був учасником:
чемпіонату світу 1954 року у Швейцарії, де зіграв з Бразилією (0-5) і Францією (2-3);
чемпіонату світу 1958 року у Швеції, де зіграв з Уельсом (1-1) і Швецією (0-3).

## Поза полем
Після припинення активних виступів став менеджером клубу «Толука», обіймав декілька посад в Мексиканській федерації футболу та був головним делегатом мексиканської делегації на Олімпійських іграх 1964 року.
Помер 17 червня 2014 року на 92-му році життя у місті Куернавака, штат Морелос.

## Титули і досягнення
- Переможець Чемпіонату НАФК: 1949
- Чемпіон Мексики (1):

«Марте»: 1954
- Володар Суперкубка Мексики (1):

«Марте»: 1954
- Володар кубка Мексики (1):

«Толука»: 1956